# Филомена
«Филомена» (англ. Philomena) — драматический фильм режиссёра Стивена Фрирза, вышедший на экраны в 2013 году. Сценарий написан по книге политического журналиста Мартина Сиксмита «Потерянный ребёнок Филомены Ли». Главные роли исполняют Джуди Денч и Стив Куган.
Премьерный показ картины состоялся 31 августа 2013 года на 70-м Венецианском кинофестивале. «Филомена» была выдвинута в трёх категориях на премию «Золотой глобус» и в четырёх категориях на премию «Оскар», в том числе за лучший фильм года.

## Сюжет
Журналист Мартин Сиксмит временно без работы. Чтобы чем-то занять себя, собирается писать книгу о русской истории. На вечеринке он знакомится с дочерью женщины по имени Филомена Ли, которая просит его написать историю своей матери, пятьдесят лет назад лишившейся в монастыре маленького сына Энтони. Мартин Сиксмит соглашается провести расследование этой шокирующей истории и написать статью.
В 1951 году юная ирландка Филомена забеременела, будучи подростком. Отец Филомены отказался от неё и отправил на «перевоспитание» в монастырь в Роскрей. После рождения сына Филомена была вынуждена работать в прачечной монастыря в течение четырёх лет, чтобы погасить расходы на своё содержание. Однажды монахини отдают ребёнка в богатую семью, даже не дав Филомене попрощаться с сыном. Филомена прожила достойную жизнь, и все эти годы безуспешно пыталась найти сына, неоднократно бывала в монастыре в Роскрее, где ей говорили, что не могут помочь ей.
Мартин и Филомена начинают свои поиски, ещё раз посетив монастырь. Монахини в очередной раз вежливо отказывают, утверждая, что записи по усыновлению были утрачены в результате пожара. Однако позже в пабе местные жители говорят Мартину, что монахини намеренно уничтожили все бумаги в костре, и что детей продавали за 1000 фунтов богатым американцам. Мартин Сиксмит и Филомена отправляются в Америку, чтобы продолжить поиски. Там, используя связи Мартина, они находят следы её сына.
Приёмные родители дали ему имя Майкл. Судьба ребёнка долгое время складывалась благополучно: он получил отличное образование и сделал хорошую политическую карьеру, был видным сотрудником президентской администрации Рейгана и Буша. Но его судьбу оборвала смерть от СПИДа.
Филомену волнует вопрос, думал ли о ней её сын. От Пита Олссона, друга Майкла, они узнают, что Майкл, уже будучи больным, был в Ирландии и посетил монастырь в Роскрее в надежде отыскать мать, но монахини ничего не сообщили ему. Выполняя волю Майкла, Пит Олссон похоронил умершего друга на монастырском кладбище в Ирландии.
В финале фильма Филомена и Мартин Сиксмит приходят к началу своих поисков — в монастырь. Мартин взбешён и устраивает скандал монахиням, поступившим совершенно не по-христиански, сделавшим всё возможное, чтобы встреча матери с сыном не состоялась. Но Филомена прощает их.

## В ролях
- Джуди Денч — Филомена Ли
- Стив Куган — Мартин Сиксмит
- Софи Кеннеди Кларк — юная Филомена
- Мэр Уиннингэм — Мэри
- Барбара Джеффорд — сестра Хильдегард
- Мишель Фэйрли — Салли Митчелл
- Рут Маккейб — мать Барбара
- Питер Херманн — Пит Олссон
- Анна Максвелл Мартин — Джейн
- Шон Махон — Майкл

## Отзывы в прессе
На Венецианском кинофестивале, где «Филомена» была отобрана в основную конкурсную программу, картина произвела настоящий фурор и была абсолютным фаворитом смотра; журналисты писали об успешной смеси драмы и комедии, отмечали роскошное перевоплощение Джуди Денч и прочили ей «Оскара».
Кинокритик Валерий Кичин отмечает блестящие актёрские работы Джуди Денч и Стива Кугана: 

«Оба обладают высшим актёрским даром быть на экране предельно естественными и при этом — редкостно выразительными. Судьба и характер читается в каждом взгляде, жесте, реакции Филомены — Джуди Денч и здесь, как всегда, уникальна, хотя в роли такой закоренелой простушки мы её ещё не видели. В фильме „Филомена“ Джуди Денч ещё раз подтвердила, что она одна из величайших актрис современности, Стивен Фрирз снова продемонстрировал преимущества классической режиссуры, а Венецианский фестиваль обрел ещё одну из претенденток на актёрский приз — Кубок Вольпи».— Валерий Кичин

## Награды и номинации
- 2013 — участие в основной конкурсной программе 70-го Венецианского кинофестиваля и два приза: «Голубой лев» и приз за лучший сценарий (Джефф Поуп, Стив Куган).
- 2013 — приз за лучшую женскую роль международного кинофестиваля в Абу-Даби (Джуди Денч)[6].
- 2013 — 4 номинации на премию британского независимого кино: лучший британский независимый фильм, лучшая мужская роль (Стив Куган), лучшая женская роль (Джуди Денч), лучший сценарий (Джефф Поуп, Стив Куган).
- 2014 — премия «Спутник» за лучший адаптированный сценарий (Стив Куган, Джефф Поуп) и ещё 3 номинации: лучший фильм, лучшая женская роль (Джуди Денч), лучшая музыка (Александр Деспла).
- 2014 — номинация на премию Гильдии киноактёров США за лучшую женскую роль (Джуди Денч).
- 2014 — 3 номинации на премию «Золотой глобус»: лучший драматический фильм, лучшая женская роль в драме (Джуди Денч), лучший сценарий (Стив Куган, Джефф Поуп).
- 2014 — премия BAFTA за лучший адаптированный сценарий (Стив Куган, Джефф Поуп) и ещё 3 номинации: лучший фильм, лучший британский фильм, лучшая женская роль (Джуди Денч).
- 2014 — 4 номинации на премию «Оскар»: лучший фильм, лучшая женская роль (Джуди Денч), лучший адаптированный сценарий (Стив Куган, Джефф Поуп), лучшая музыка (Александр Деспла).

## Факты
- Мартин Сиксмит известен как опытный корреспондент ВВС, работавший в Москве и написавший несколько книг о современной российской политике. Этот факт его биографии обыгрывается в фильме: герой Кугана собирается написать книгу о «кровавой российской истории»[7].
- В 2017 году объявлено о найденном на месте бывшего католического приюта в графстве Голуэй крупном захоронении 800 детей в возрасте от полугода до трёх лет. Результаты исследований захоронения подтверждают подлинность истории Филомены Ли[8][9].